# Eric Muhoza
Eric Muhoza, né le 1er janvier 2002, est un coureur cycliste rwandais.

## Palmarès

### Par année
- 2019
  -  Médaillé de bronze du championnat d'Afrique du contre-la-montre par équipes juniors
- 2022
  - 2e du championnat du Rwanda sur route espoirs
  - 2e du championnat du Rwanda du contre-la-montre juniors
- 2023
  - Akagera Rhino Race
  -  Médaillé d'argent du championnat d'Afrique du contre-la-montre par équipes mixtes
  - 2e de la Kivu Belt Race
- 2024
  -  Médaillé de bronze du championnat d'Afrique sur route espoirs
- 2025
  - 3e du championnat du Rwanda sur route
  - 3e du championnat du Rwanda du contre-la-montre

### Classements mondiaux
| Année                                 | 2021  | 2022  | 2023  | 2024 |
| ------------------------------------- | ----- | ----- | ----- | ---- |
| Classement mondial                    | 2339e | 1139e | 1553e | 794e |
| UCI Africa Tour                       | 127e  | 60e   | 90e   | 45e  |
|                                       |       |       |       |      |
| Légende : nc = non classéSource : UCI |       |       |       |      |